# Argentat
Argentat är en kommun i departementet Corrèze i regionen Nouvelle-Aquitaine i de centrala delarna av Frankrike. Kommunen ligger  i kantonen Argentat som tillhör arrondissementet Tulle. År 2018 hade Argentat 2 817 invånare.

## Befolkningsutveckling
Antalet invånare i kommunen Argentat
Referens:INSEE